# Rafael Cadenas
Rafael Cadenas, född 8 april 1930 i Barquisimeto, är en venezuelansk poet, essäist och översättare.

## Biografi
Cadenas publicerade sin första diktvolym, Cantos iniciales, 1946. Efter Marcos Pérez Jiménez militärkupp 1952 gick han i exil i Trinidad, där han bodde till 1956. De erfarenheter som förvärvades där återspeglas i hans böcker Una Isla (1958) och Los cuadernos del destierro (1960).
Under åren som följde författade Cadenas, förutom lyrik, flera essäer om litteratur. Han är ännu (2024) ej översatt till svenska.

## Priser och utmärkelser
- 1985 – Venezuelas nationella litteraturpris
- 1992 – Premio Internacional de Poesía Juan Pérez Bonalde
- 2009 – FIL-priset för romanskspråkig litteratur
- 2015 – Premio Internacional de Poesía Federico García Lorca
- 2018 – Reina Sofía-priset för iberoamerikansk poesi
- 2022 – Miguel de Cervantes-priset

### Lyrik
- Cantos iniciales, 1946
- Una Isla, 1958
- Los Cuadernos del Destierro, 1960
- Falsas Maniobras, 1966
- Memorial, 1977
- Intemperie, 1977
- Amante, 1983
- Anotaciones, 1983
- Dichos, 1992
- Gestiones, 1992

### Essäer
- Literatura y vida, 1972
- Realidad y literatura, 1979
- Apuntes sobre San Juan de la Cruz y la mística, 1977
- La barbarie civilizada, 1981
- Reflexiones sobre la ciudad moderna, 1983
- En torno al lenguaje, 1984
- Sobre la enseñanza de la literatura en la Educación Media, 1998